# Équipe de Chypre de rugby à XV
L'équipe de Chypre de rugby à XV rassemble les meilleurs joueurs de Chypre.
Le rugby à XV ne suscite aucun enthousiasme à Chypre mais une série de quatre victoires consécutives contre des équipes déjà en place avec un vécu a suscité l'intérêt des médias de l'île. Et le succès de l'équipe nationale peut promouvoir le rugby à XV.
Il faut dire que la plupart des joueurs de Chypre ont appris ce jeu en étant scolarisés dans des pays où le rugby est couramment pratiqué, comme l'Afrique du Sud ou le Royaume-Uni,  pays où leurs parents ou leurs grands-parents ont émigré. De plus, les quatre nations sont parmi les plus faibles du continent européen.
Chypre est membre de la division 2C de la Coupe des nations européennes. Le pays a remporté la dernière édition de cette compétition en venant à bout de ses adversaires sur des scores fleuves, comme cette victoire 79 à 10 face à la Bulgarie le 16 mai 2012.

## Histoire
Chypre a disputé son premier match international le 24 mars 2007 face aux Grecs, le XV de Chypre les a battus 39-3. Chypre continue ses grands débuts dans le concert international en s'imposant contre l'Azerbaïdjan 29-0 au Stade Stélios-Kyriakídis à Paphos le 28 octobre 2007. Ils enchaînent ensuite contre Monaco (19-10) et la Slovaquie le 3 novembre 2007 (38-8).
L'équipe des Mouflons chypriotes est principalement connue dans le monde du rugby pour son record de victoires consécutives dans des matchs internationaux avec 24 victoires de suite. Ils dépassent ainsi la Nouvelle-Zélande (1965-1969), l'Afrique du Sud (1997-1998) et la Lituanie (2006-2010). Ce record tient toujours en 2020, malgré les séries de 18 matchs invaincus de la Nouvelle-Zélande (2015-2016) puis l'Angleterre (2015-2017). Néanmoins, il devient obsolète en 2020 : une revue des archives roumaines met à jour une série de 25 matchs sans défaite pour l'équipe de Roumanie de 1959 à 1964,.

## Palmarès

### Coupe du monde
- Coupe du monde
  - 1987 : équipe inexistante
  - 1991 : équipe inexistante
  - 1995 : équipe inexistante
  - 1999 : équipe inexistante
  - 2003 : équipe inexistante
  - 2007 : équipe inexistante

### Championnat européen des Nations
- En 2008-2010 l'équipe de Chypre a gagné le championnat d'Europe des nations division 3D
- En 2010-2011 l'équipe de Chypre a gagné le championnat d'Europe des nations division 2D
- En 2011-2012 l'équipe de Chypre a gagné le championnat d'Europe des nations division 2C
- En 2012-2014 l'équipe de Chypre a gagné le championnat d'Europe des nations division 2B